# Национальный музей военной истории (Болгария)

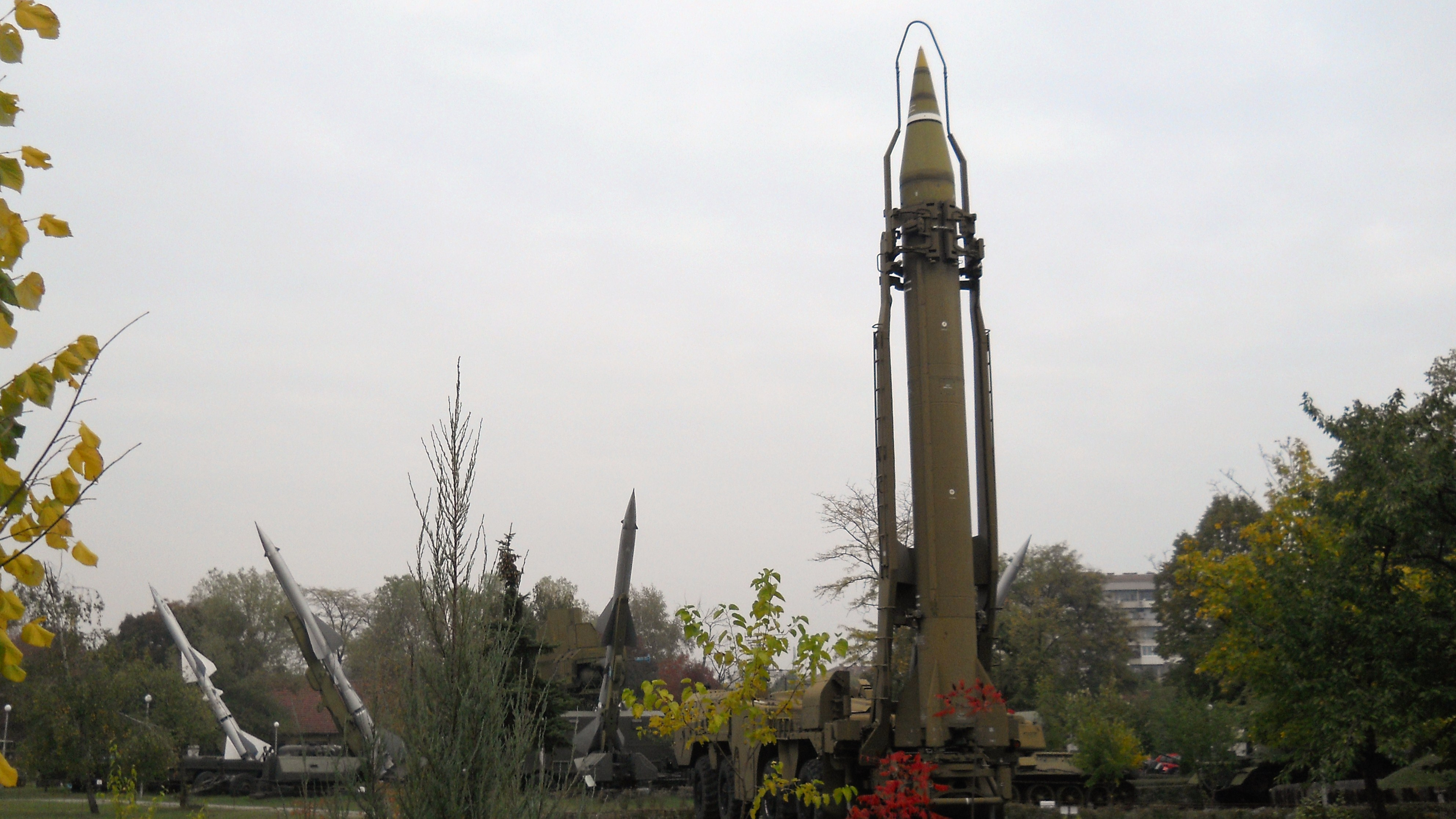
Различные типы ракет в музее

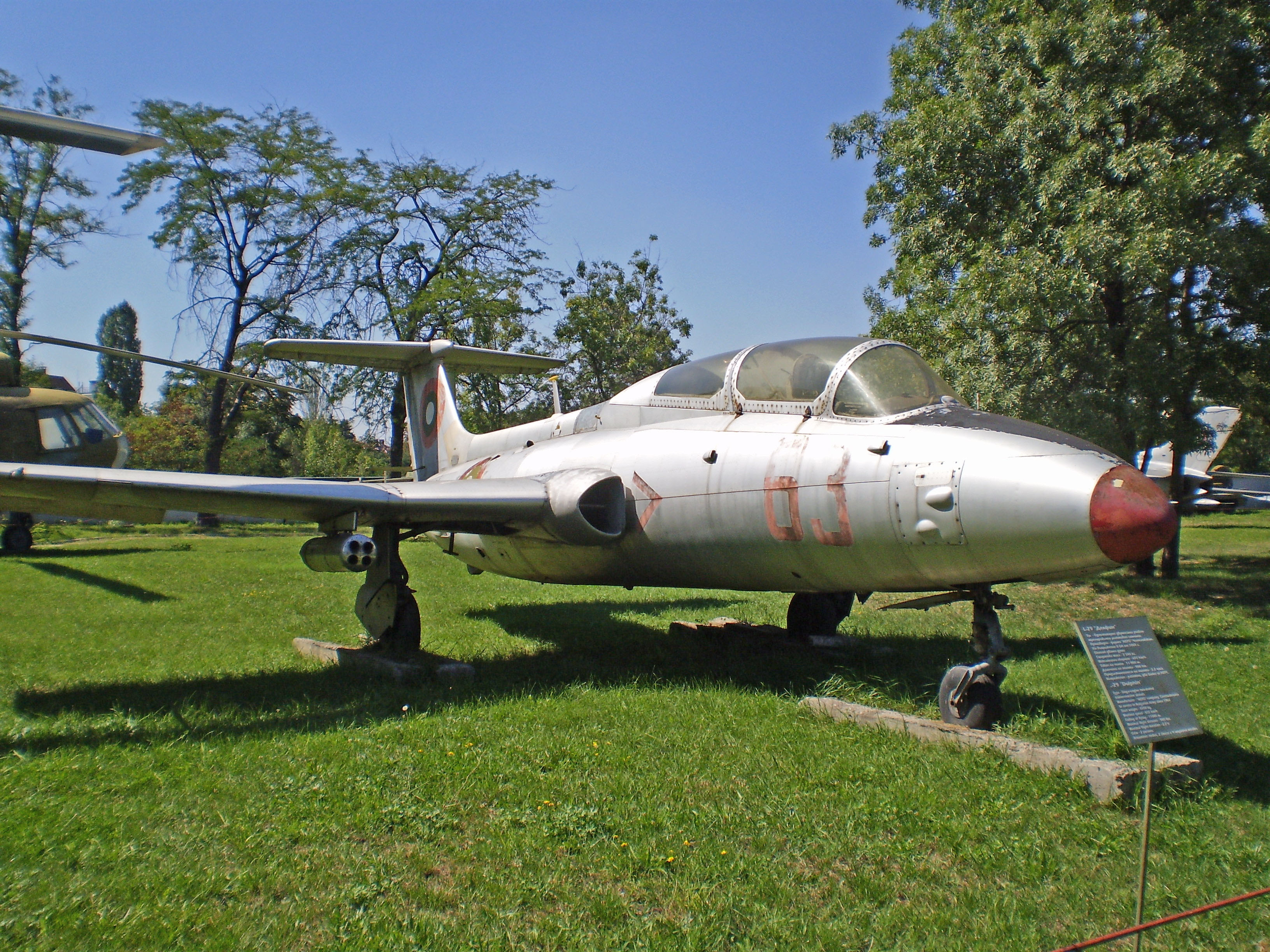
Самолёт Аэро Л-29 на выставке

Национальный музей военной истории (болг. Национален военноисторически музей) — музей, посвященный военной истории.
Расположен в Софии, Болгария.
Входящий в структуру Министерства обороны, музей существовал под разными названиями и в подчинении различных учреждений с 1 августа 1914 (на практике с 4 июля 1916). Он располагает крытыми площадями 5 000 м², открытыми 40 000  м² (из них 500 м² жилая) площадями экспозиции, библиотекой и компьютерным центром.

## История
Национальный музей военной истории был создан в 1916 году, спустя два года была создана Военно-историческая комиссия музея, в которую вошел архив, выставки и библиотека. К тому времени он был одним из всего лишь трех болгарских музеев.
В 1949 году Музей был переименован в Центральный музей Национальной армии. В 1950—1951 годах музей был переведен в другое здание — на бульвар «Генерала Скобелева» д. 23, где его площадь значительно расширилась. В 1952 году музей открыл новую экспозицию. С 1956 году в музее начали работать реставрационные мастерские.
В 1967 году между правительствами Болгарии и Венгрии было подписано соглашение, в соответствии с которым в замке Шиклош на территории Венгрии был открыт Музей Первой болгарской армии, ставший филиалом софийского музея. В 1989 году этот музей был закрыт.
С 1971 года музей начал издавать научный журнал «Труды Национального музея военной истории». В 1975 года за деятельность в области науки, образования и культуры Национальный музей военной истории был награждён орденом I класса «Святых Кирилла и Мефодия».
С апреля 2001 года Национальный музей военной истории переехал на улицу «Черковна» д. 92.
Нынешняя структура музея и его название датируются 1968 годом.

## Выставки под открытым небом
На выставочной части музея, расположенной под открытым небом размещены:

### Артиллерия
| - 6-дюймовая пушка - M1876 8-дюймовая пушка - 7.5 cm Pak 40 - 10 cm schwere Kanone 18 - 10.5 cm leFH 18 - 15 cm sFH 18 | - Jagdpanzer IV - Sturmgeschütz III - 76-мм дивизионная пушка образца 1942 года (ЗИС-3) - 100-мм полевая пушка образца 1944 года (БС-3) - 122-мм пушка образца 1931/37 годов (А-19) - 152-мм гаубица образца 1943 года (Д-1) - РСЗО «Катюша» - СУ-76 - СУ-100 | - 122-мм гаубица образца 1938 года (М-30) - 37-мм автоматическая зенитная пушка образца 1939 года (61-К) - ЗУ-23-2 - КС-19 - RM-51 - БМ-21 «Град» - БМ-24 - 2С3 «Aкация» - FN 4RM |

### Ракеты
- 9K52 Луна-М
- Р-17 Эльбрус
- ОТР-23 Ока
- Зенитный ракетный комплекс С-75 «Двина»
- Круг

### Военные машины

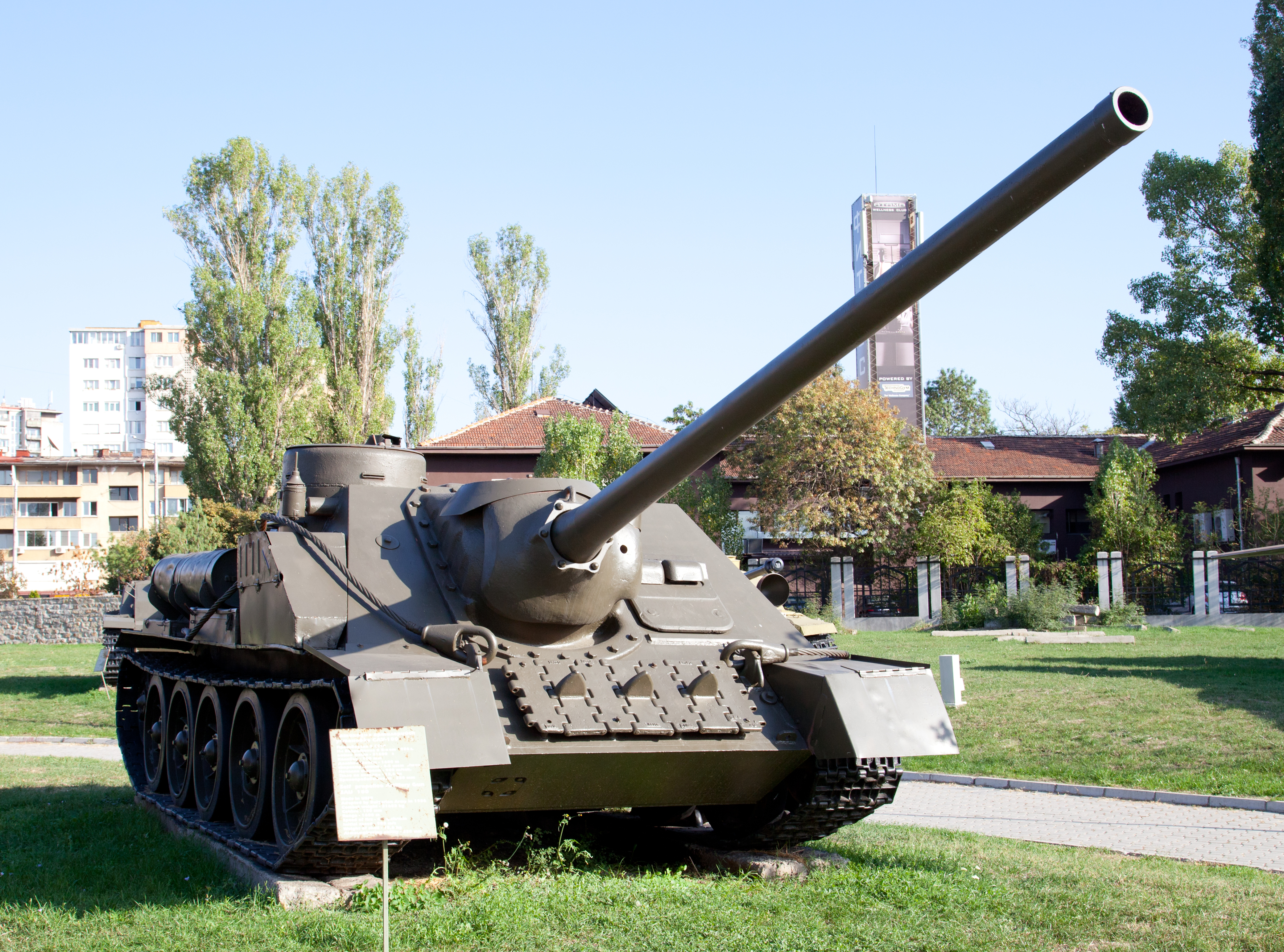
Танк в экспозиции музея

| - АТ-С - БТМ-3 - МТУ-12 - TMM - БТР-152 - БТР-60 | - BTR-60PAU - МТ-ЛБ - МТ-ЛБу - ЗиС-5 - БМП-23 - БМП-30 |

### Танки
| - LT vz.35 - Hotchkiss Н35 - Pz IV | - Т-34-76 - Т-34-85 - Т-55 - Т-72 |

### Самолеты
| - Aero L-29 - МиГ-15 - МиГ-17 - МиГ-19 - МиГ-21 | - МиГ-23 - Panavia Tornado - Ми-2 - Ми-8 - Ми-24 |

## Экспозиции
В настоящее время в музее хранится и изучается более 1 миллиона экспонатов, относящихся к болгарской и европейской военной истории.
Музей занимает площадь 5 000 м². Библиотека и компьютерный центр обеспечивают доступ ученым к специализированной литературе и к коллекции музея.
Внешняя (под открытым небом) выставочная площадь составляет 40 гектаров, крытая часть — около 4,2 гектаров.
Большое внимание в музее уделяется царским коллекциям оружия — князя Александра I Баттенберга (правил в 1879—1886), князя Фердинанда I (1887—1918 годы) и царя Бориса III (1918—1943 года). В двух залах музея находятся коллекции наград и отличий. В первом зале представлены 960 медалей и значков, прослеживающих развитие болгарской системы наград.

## Галерея

Экспонаты под открытым небом
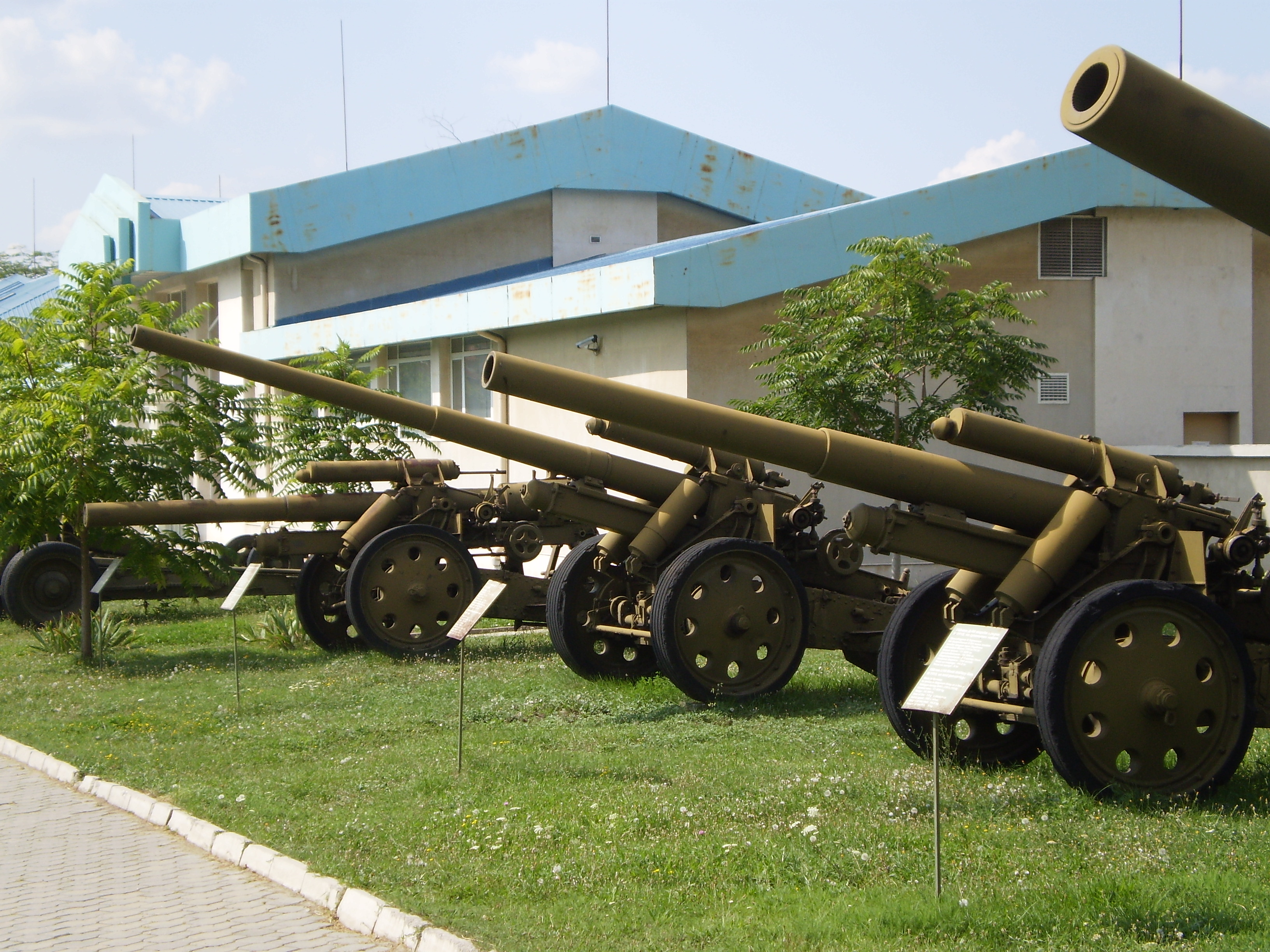
Вход в музей
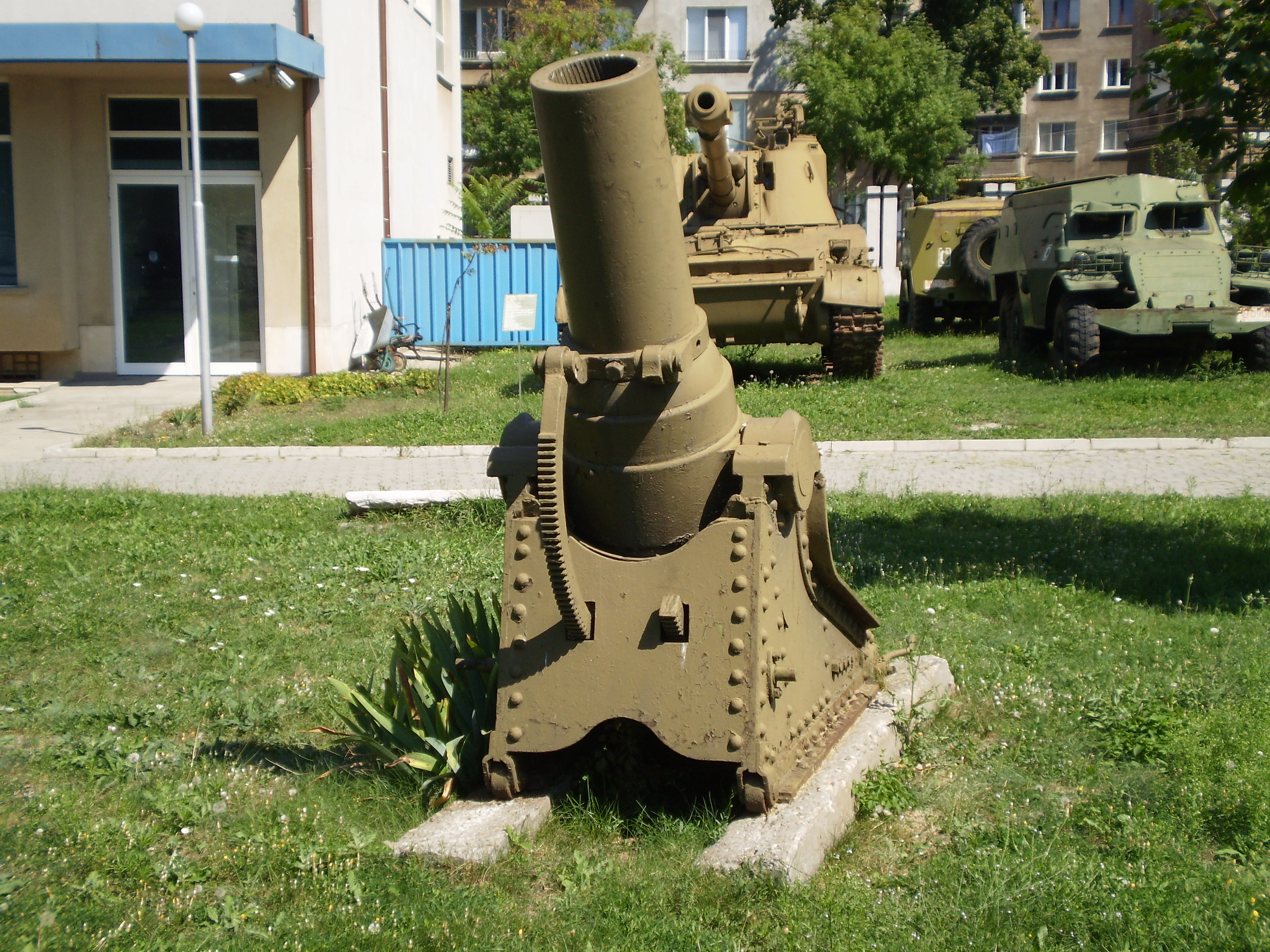
8-дюймовая русская мортира. XIX век
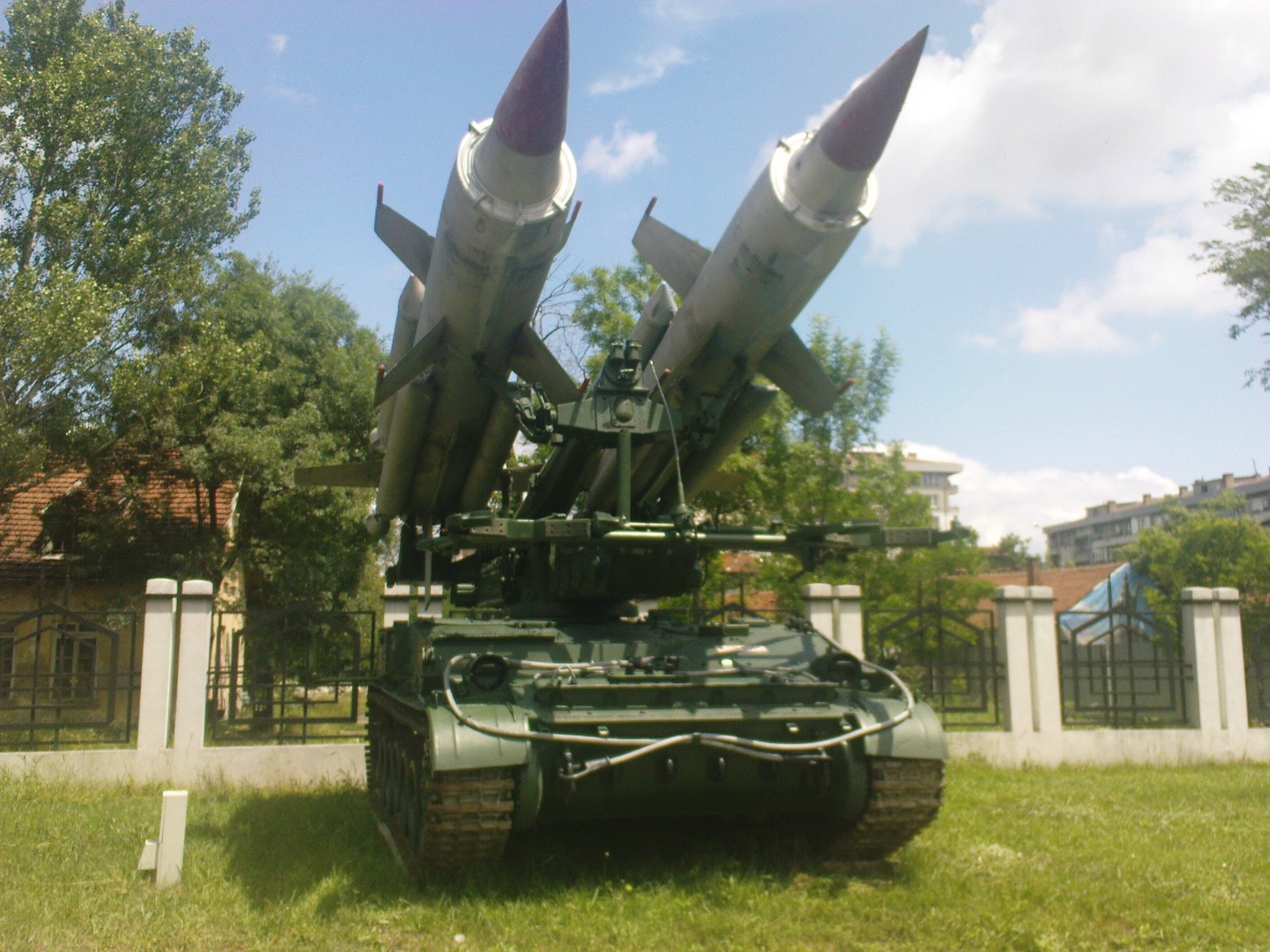
Зенитная ракета „2К11 Круг“
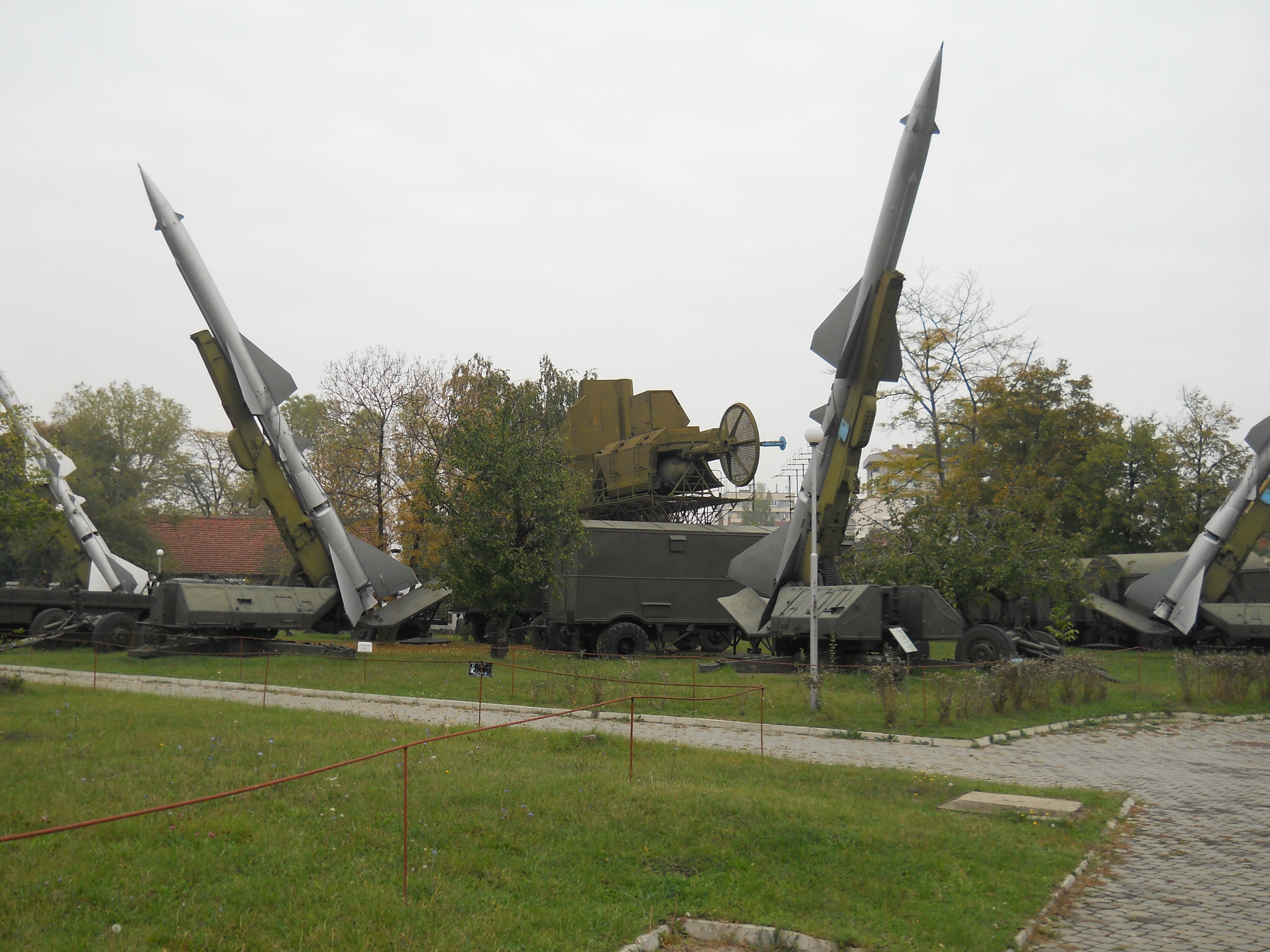
Зенитно-ракетный комплекс „Двина“
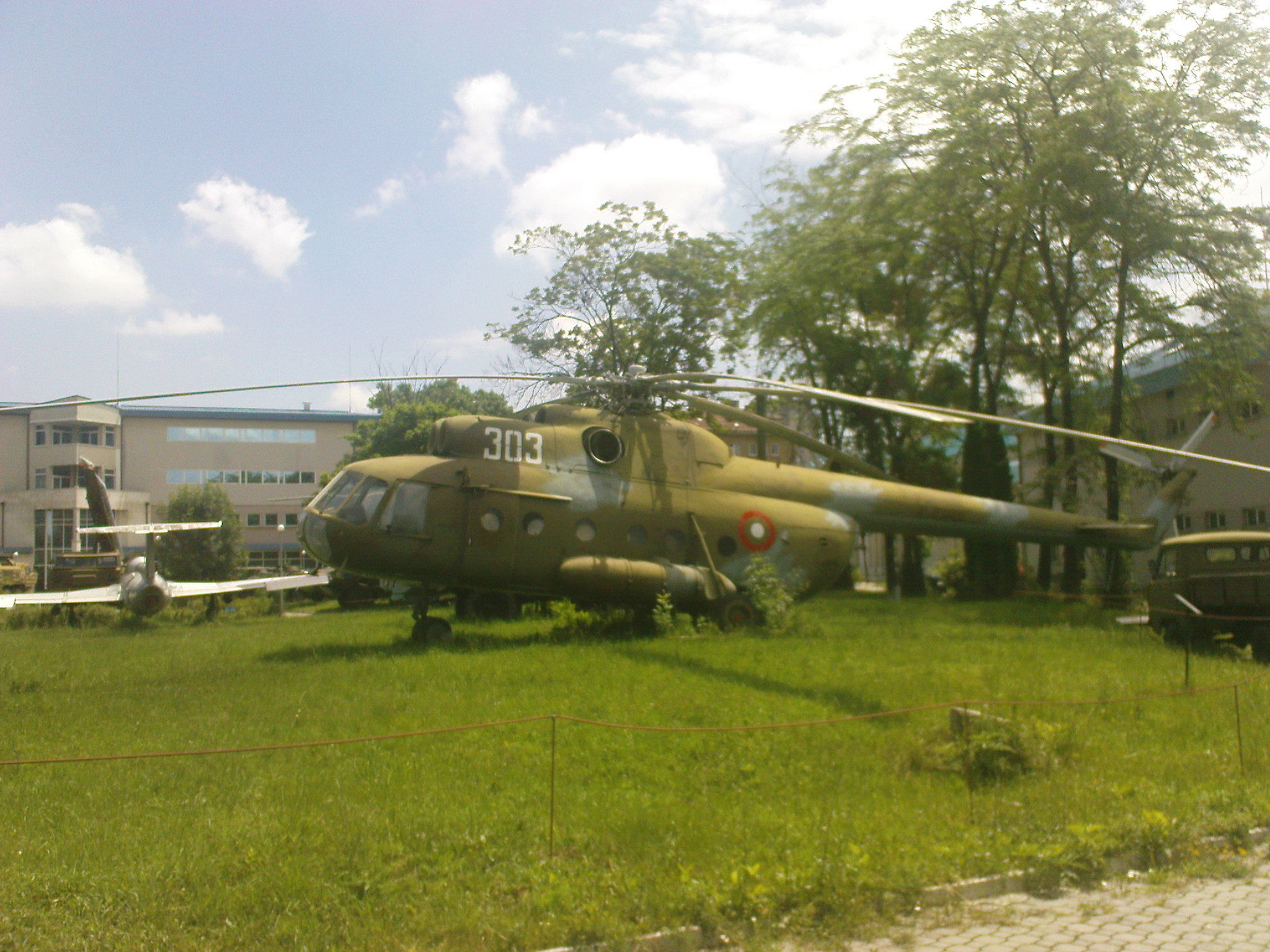
Вертолет „Ми-8“
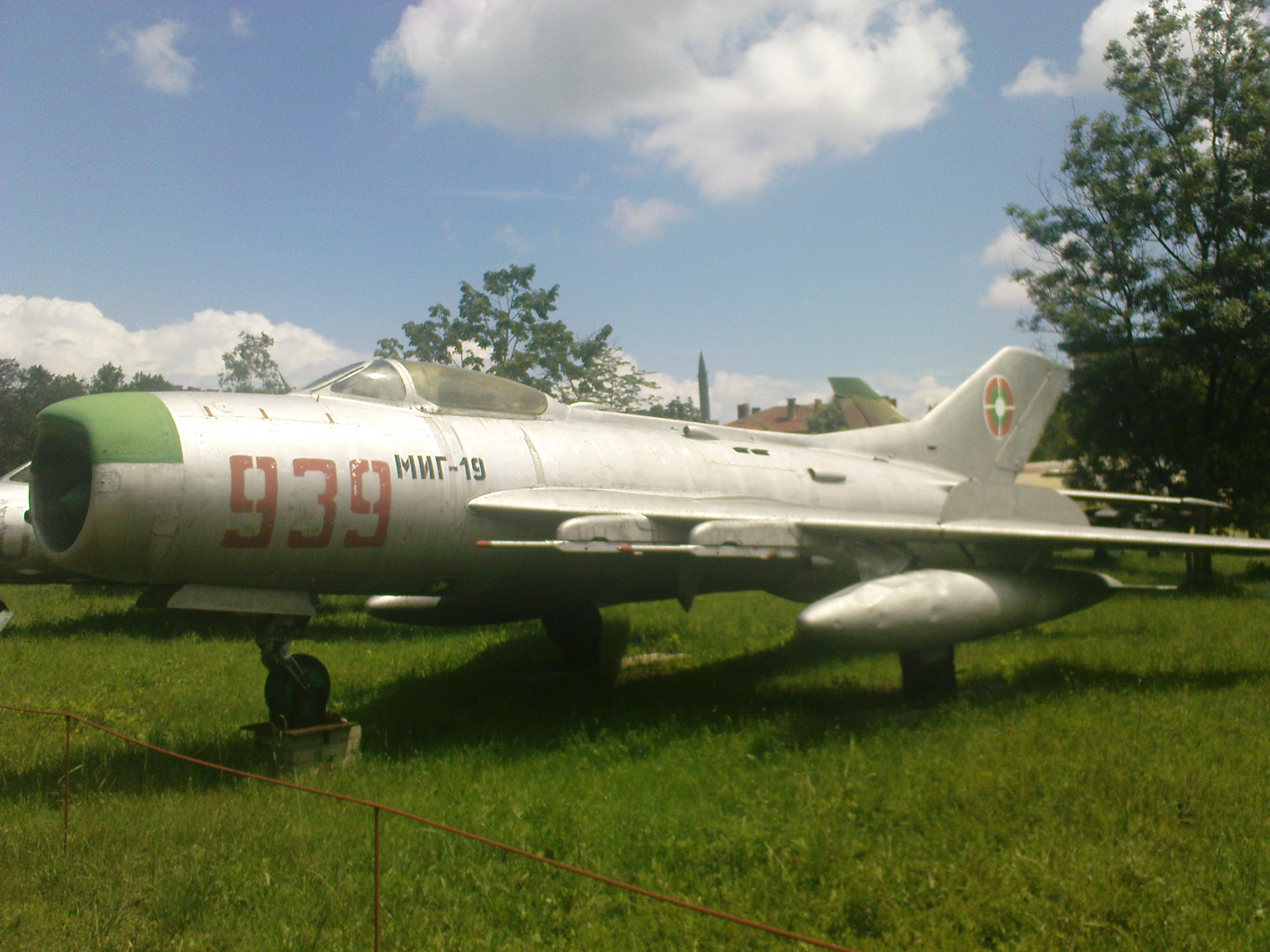
Истребитель „МИГ-19“
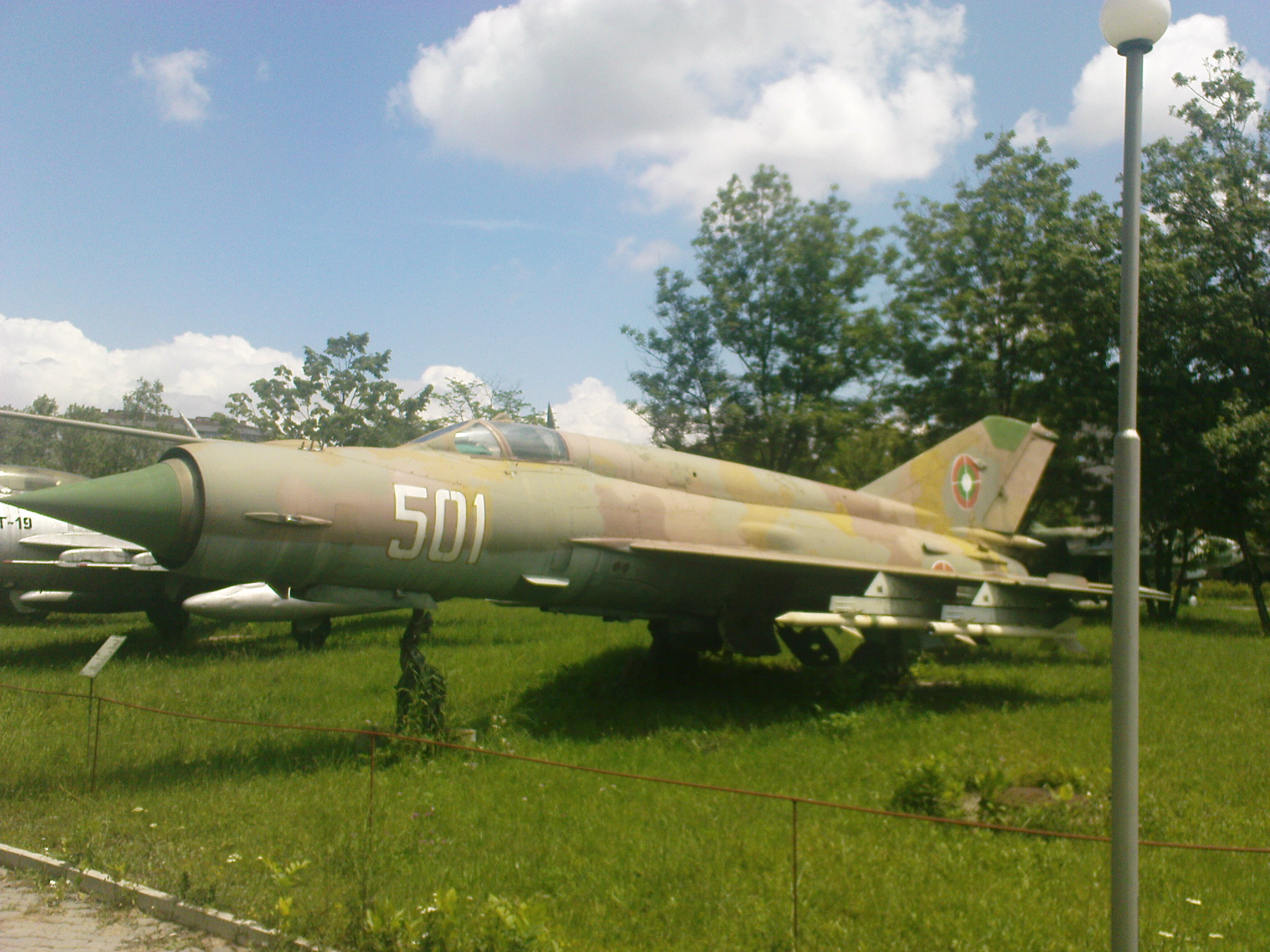
Истребитель „МИГ-21“
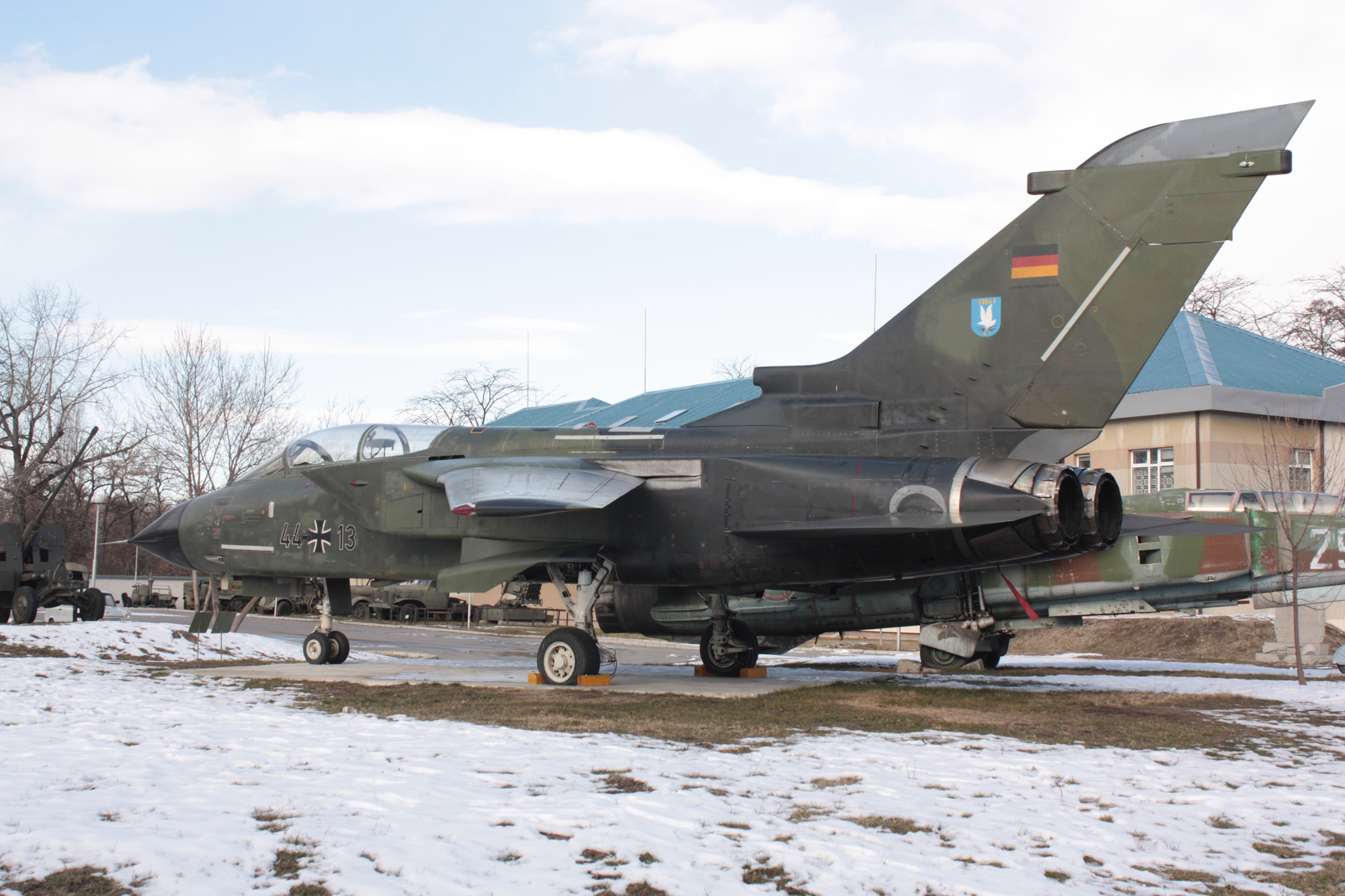
Истребитель „Торнадо“
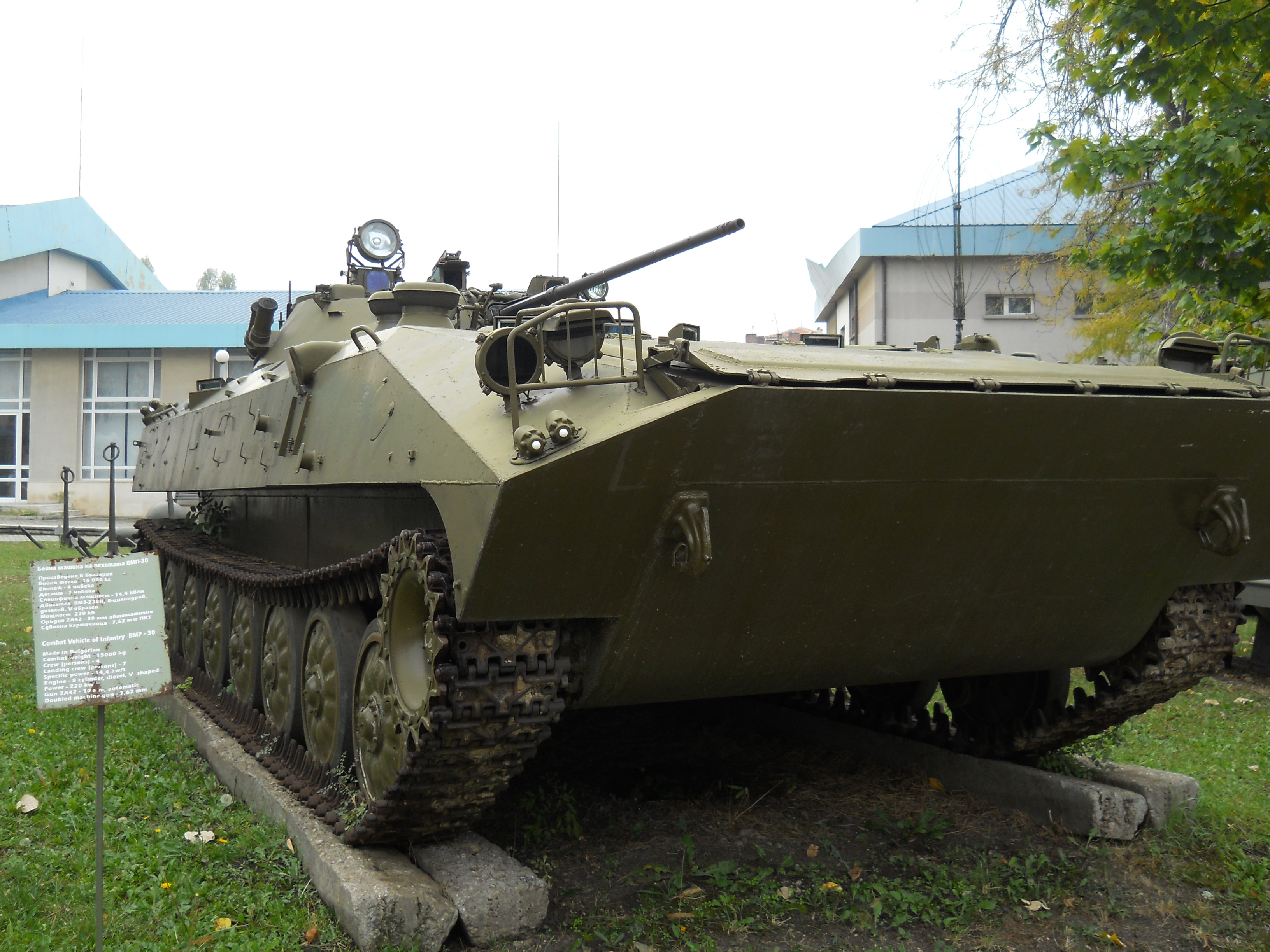
БМП-30
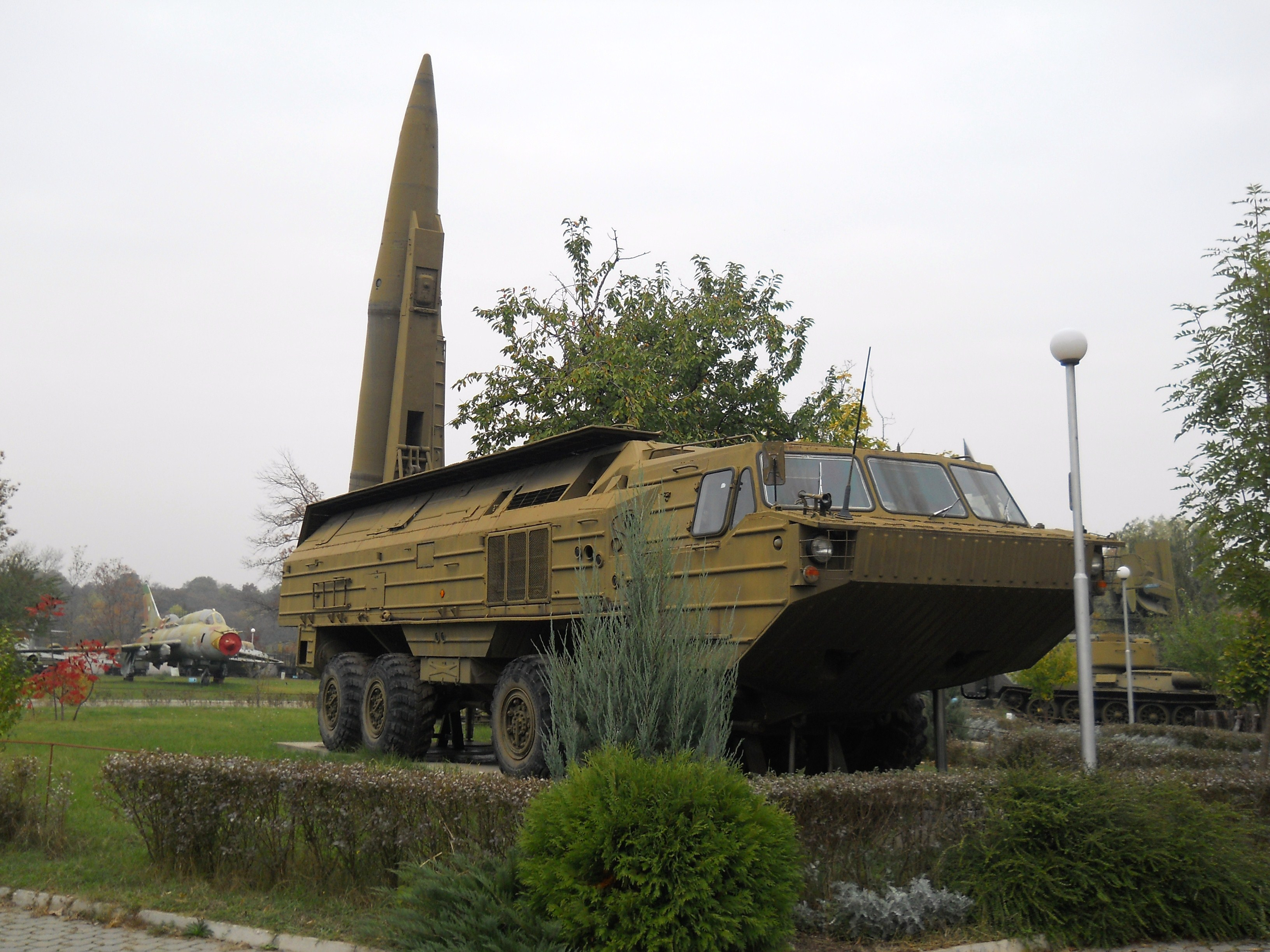
Тактическая ракета „Ока-23“